# Эртель, Тома
Тома́ Эрте́ль (фр. Thomas David Heurtel; родился 10 апреля 1989 года в Безье, Франция) — французский профессиональный баскетболист, играющий на позиции разыгрывающего защитника.

## Профессиональная карьера

### Франция (2007—2010)
Профессиональную карьеру Эртель начал во французском клубе «Элан Беарне» в сезоне 2007 года, провёл в клубе два сезона. В сезоне 2008-09 получил приз лучшему новичку чемпионата Франции.
Через год «По-Ортез» вылетел из высшей лиги, а игрок перешёл в баскетбольный клуб АСВЕЛ, однако сразу же был отдан в аренду в «Страсбур».

### Испания (2010—2014)
Летом 2010 года Эртель перешёл в клуб чемпионата Испании «Аликанте».
В 2011 году подписал контракт с другим испанским клубом, «Басконией» и дебютировал в Евролиге.

### Турция (2014—2017)
27 декабря 2014 году перед началом стадии Топ-16 Евролиги сезона 2014/15 права на игрока выкупил турецкий клуб «Анадолу Эфес». Игрок заключил контракт до июня 2017 года. Уже через два месяца в «Эфесе» игрок завоевал первый титул в Турции, выиграв Кубок Турции. Кроме того, Эртель стал MVP финала Кубка Турции. Перед началом следующего сезона Эртель помог команде обыграть «Каршияку» и стать обладателем Кубка Президента Турции.
В сезоне 2016–17 Эртель стал самым ценным игроком месяца в Евролиге, набирая в феврале 16,7 очков и раздавая по 10,7 передач в среднем за матч.

### Возвращение в Испанию (2017—2022)
22 июня 2017 года Эртель подписал двухлетний контракт с клубом Лиги АСВ «Барселона».
18 февраля 2018 года Эртель с командой выиграл Кубок Испании и получил титул самого ценного игрока турнира.

### Россия (2022—2024)
22 сентября 2022 года официально стал игроком «Зенита».
В сборной Франции игроку пригрозили исключением из команды и отстранением от предстоящего чемпионата мира (а также от Олимпийских игр 2024 года) в том случае, если он будет играть за «Зенит». При этом Эртеля все-таки могут простить, если он прекратит выступление за санкт-петербургскую команду следующим летом. Ни сам Эртель, ни «Зенит» официальных заявлений по этому поводу не сделали.
7 августа 2024 года игрок и клуб расторгли контракт по обоюдной договоренности.

### Шэньчжэнь Леопардс (2024)
В сентябре 2024 года Эртель подписал контракт с «Шэньчжэнь Леопардс» из Китайской баскетбольной ассоциации. 20 ноября 2024 года Эртель покинул клуб.

### Корунья (2025)
10 января 2025 года Эртель подписал контракт с испанским клубом «Корунья». Соглашение предусматривает опцию расторжения в случае возможности подписания с клубом Евролиги. 22 апреля 2025 года было объявлено, что игрок завершит выступления в сезоне из-за операции на колене.

### АСВЕЛ (2025—настоящее время)
14 августа 2025 года Эртель подписал однолетний контракт с клубом АСВЕЛ.

## Карьера в национальной сборной
Эртель выступал за сборную Франции различных возрастов. В 2008 году на чемпионате Европы среди молодёжных команд для игроков не старше 20 лет с командой занял 7-е место. В 2009 году также выступал на чемпионате Европы, где с командой завоевал серебряные медали. В составе национальной сборной Франции выступал на чемпионате Европы 2013 года, где завоевал золотые медали, а также на чемпионате мира 2014 года, где команда завоевала «бронзу». Кроме того, принял участие в Олимпийском баскетбольном турнире 2016 года.
После перехода в российский баскетбольный клуб «Зенит», в ноябре 2022 года президент федерации баскетбола Франции Жан-Пьер Сютат своим заявлением исключил Тома из сборной Франции по баскетбола.